# Hersby

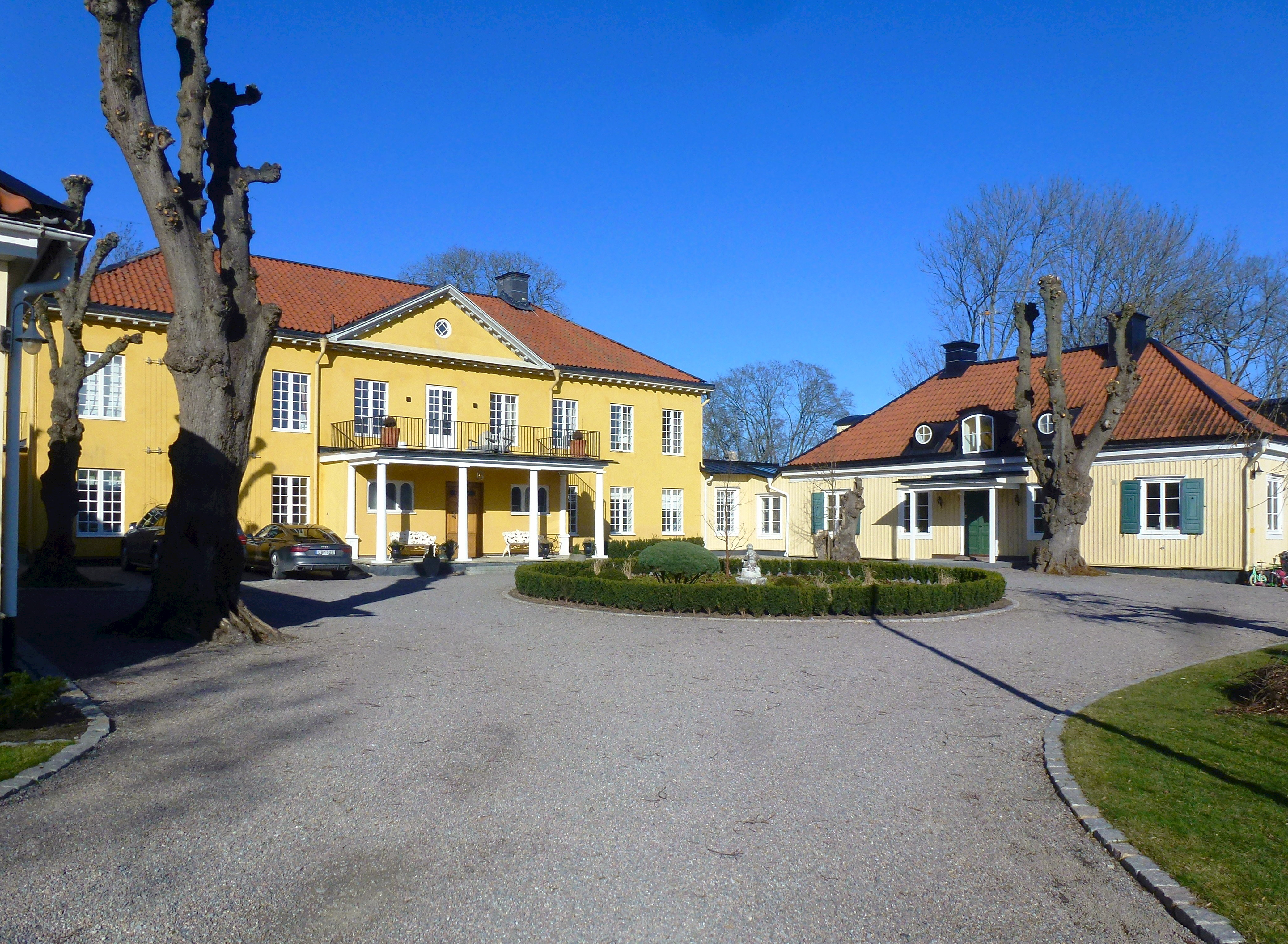
Hersby gård som gav stadsdelen sitt namn.
Huvudbyggnad och östra flygeln i mars 2020.

Hersby är en stadsdel på centrala Lidingö, Lidingö kommun, Stockholms län. Hersby hade 4 787 invånare per den 31 december 2020. I norr gränser Hersby till kommundelen Näset, i öster till Kyrkviken och kommundelen Koltorp, i söder till Stockby, Gångsätra och Mosstorp samt i väster till kommundelarna Herserud, Torsvik och Islinge. 
Området utgör kärnan i Lidingö villastad som bildades 1906 och stadsplanerades 1907 av Per Olof Hallman. Än idag ligger nästan alla vägar och villor kvar enligt den ursprungliga stadsplanen vilken av stadsbyggnadshistorikern Marianne Råberg beskrivs som "ett fantastiskt kulturarv".

## Historik
Namnet Hersby kommer av Hersby gård, ett lantbruk med anor från 1400-talet och en bevarad herrgård från 1854. Egendomen hörde ursprungligen till Djursholms slotts fideikommiss och blev självständig när fideikommisset upplösters 1774. I början av 1900-talet såldes stora delar av marken till Lidingö villastad som styckade upp den och sålde tomterna för villabebyggelse. Hersby gårds huvudbyggnad med flyglar, ekonomibyggnader och park blev en särskild egendom som kom att kallas ”Hersbyholms gård”. Gårdens ekonomibyggnader brann ner 1940, enbart Hersby gårdsmagasin kunde räddas och vittnar idag om en svunnen jordbruksepok.

## Det moderna Hersby

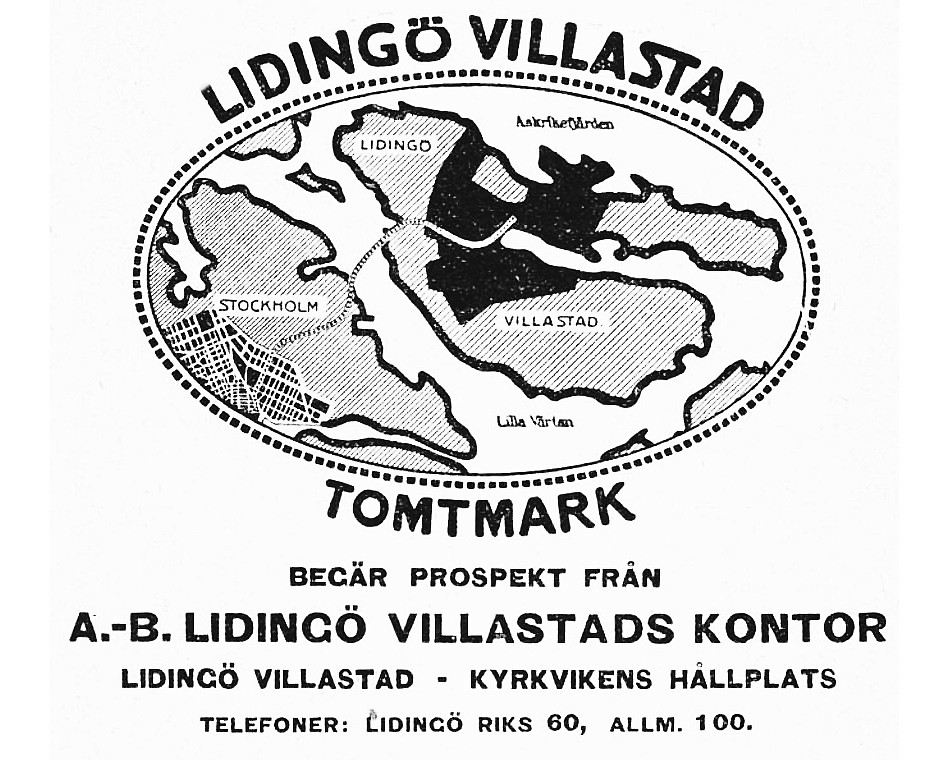
Lidingö villastad, annons i Stockholms adresskalender 1913.

Arkitekt Per Olof Hallman upprättade 1907 stadsplanen för Hersbys centrala delar. Den bearbetades därefter och blev 1913 officiellt antagen och gäller fortfarande idag. Hallmans stadsplan med oregelbundet, terränganpassat gatunät var en nyhet för tiden. Tomterna styckades stora och boningshuset placerades mitt på fastigheten. Kommundelen präglas fortfarande av den ursprungliga villabebyggelsen även om inte alla villakvarter bebyggdes enligt den ursprungliga planen. 
Kvarteret Holmia var ett av de första kvarteren som bebyggdes efter 1906. Kvarteret har fortfarande en mycket välbevarad och genuin miljö från 1900-talets början. Villorna i området har till stor del sina ursprungliga exteriörer i nationalromantik, jugendstil och jugendbarock. Här ligger även villastadens första byggnad, Skeppargården från 1906 (Holmia 11) vid dagens Stockholmsvägen 61 och byggd för villastadens disponent Erik Andersson som även kallades "skepparen". Mellan 1908 och 1909 uppfördes radhusområdet i kvarteret Tegen större och mindre som därmed tillsammans med Canadahusen från 1907 och Gamla Enskedes radhus från 1909 räknas till Sveriges äldsta radhus.
Hersby fick direkt från början moderniteter som spårvagn (Norra Lidingöbanan), elektricitet, vatten och avlopp, telefon samt ett utbyggt vägnät. Det tidigare sockencentrum nära Lidingö kyrka förlorade sin betydelse och ett nytt centrum växte fram i anslutning till Norra Lidingöbanans station Vasavägen, ungefär där nuvarande Lidingö centrum ligger. Ett modernt centrum planerades redan på 1960-talet och skulle byggas samtidigt med Lidingö stadshus. Det dröjde dock till 1995 innan nuvarande centrumanläggning kunde invigas. Hersby vattentorn uppfördes 1949-1950, den står dock, trots namnet, i kommundelen Mosstorp.

## Kulturhistorisk intressanta byggnader och områden (urval)
I alfabetidk ordning:

- Centralpalatset
- Frimurarhemmet
- Hersby vattentorn
- Kvarteret Holmia
- Kvarnskolan
- Lidingö centrum
- Lidingö kyrka
- Lidingö museum
- Lidingö stadshus
- Näsets kvarn

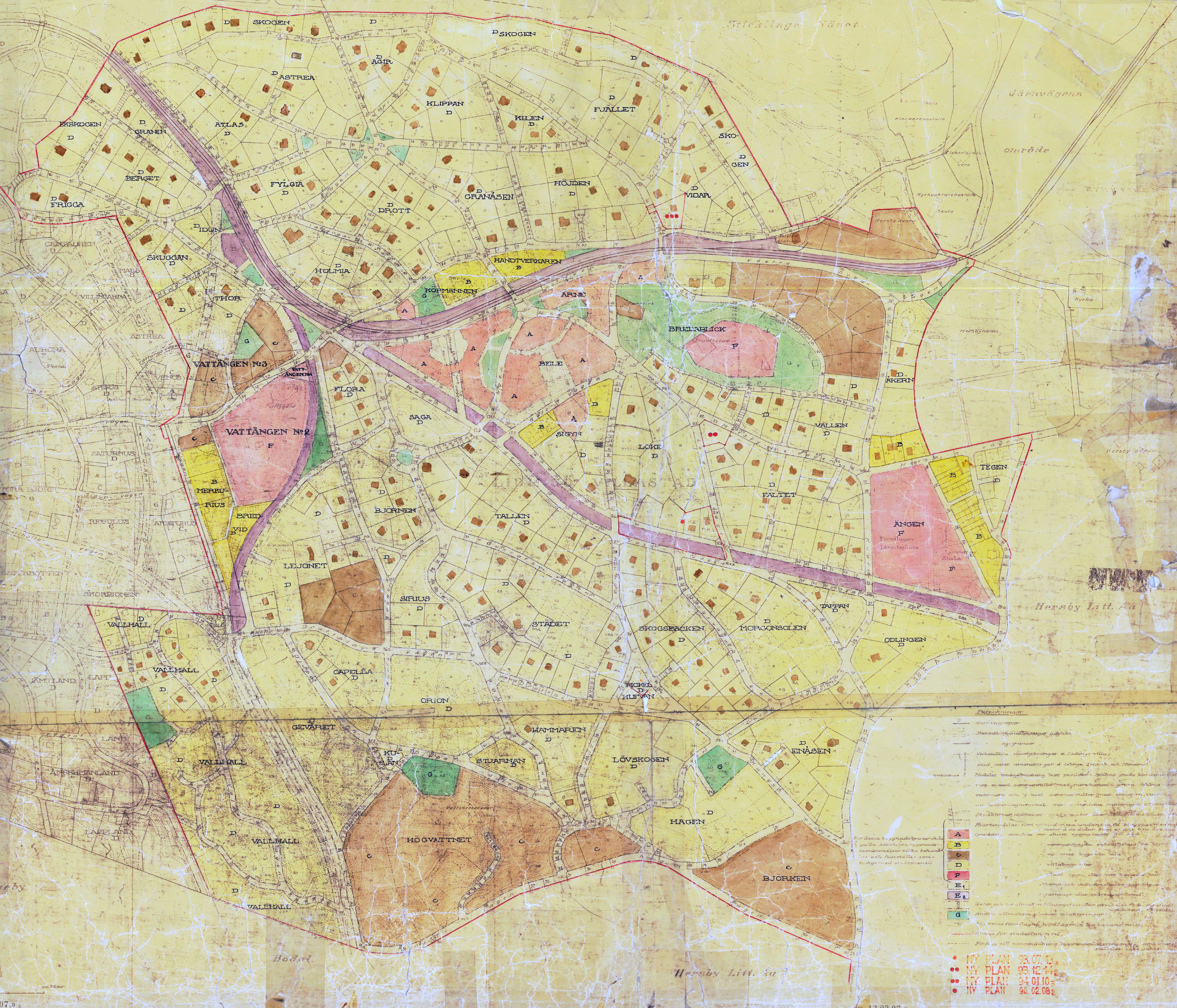
Hersbys stadsplan från 1913.

- Radhusområdet i kvarteret Tegen större och mindre
- Radhusområdet Hersby Gärde
- Radhusområdet Hersby Åker
- Telefonvillan
- Vasaborgen
- Vattängens gård
- Villa Japan
- Villa Backen
- Villa Oldenburg

### Bilder

Offentliga byggnader
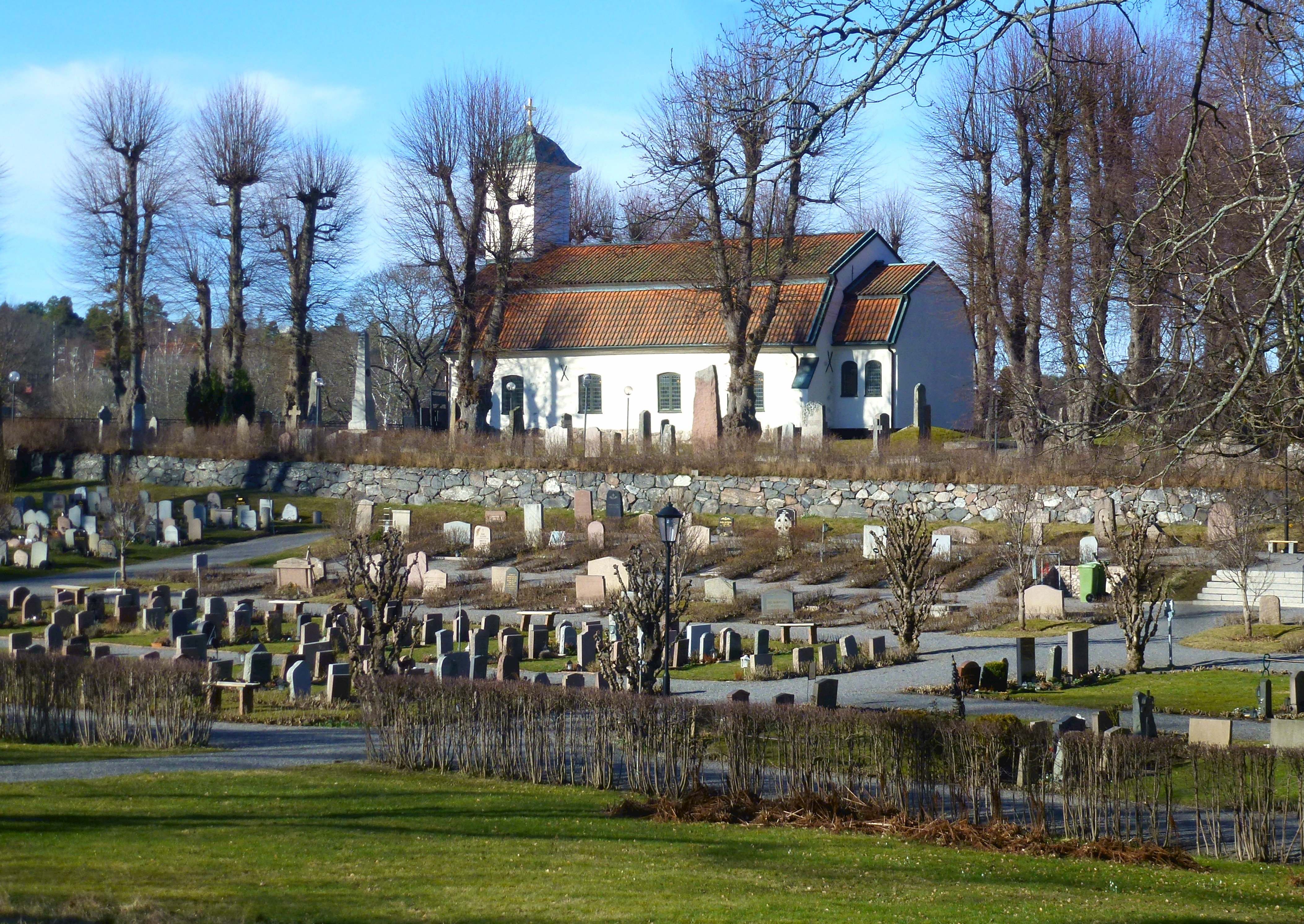
Lidingö kyrka.
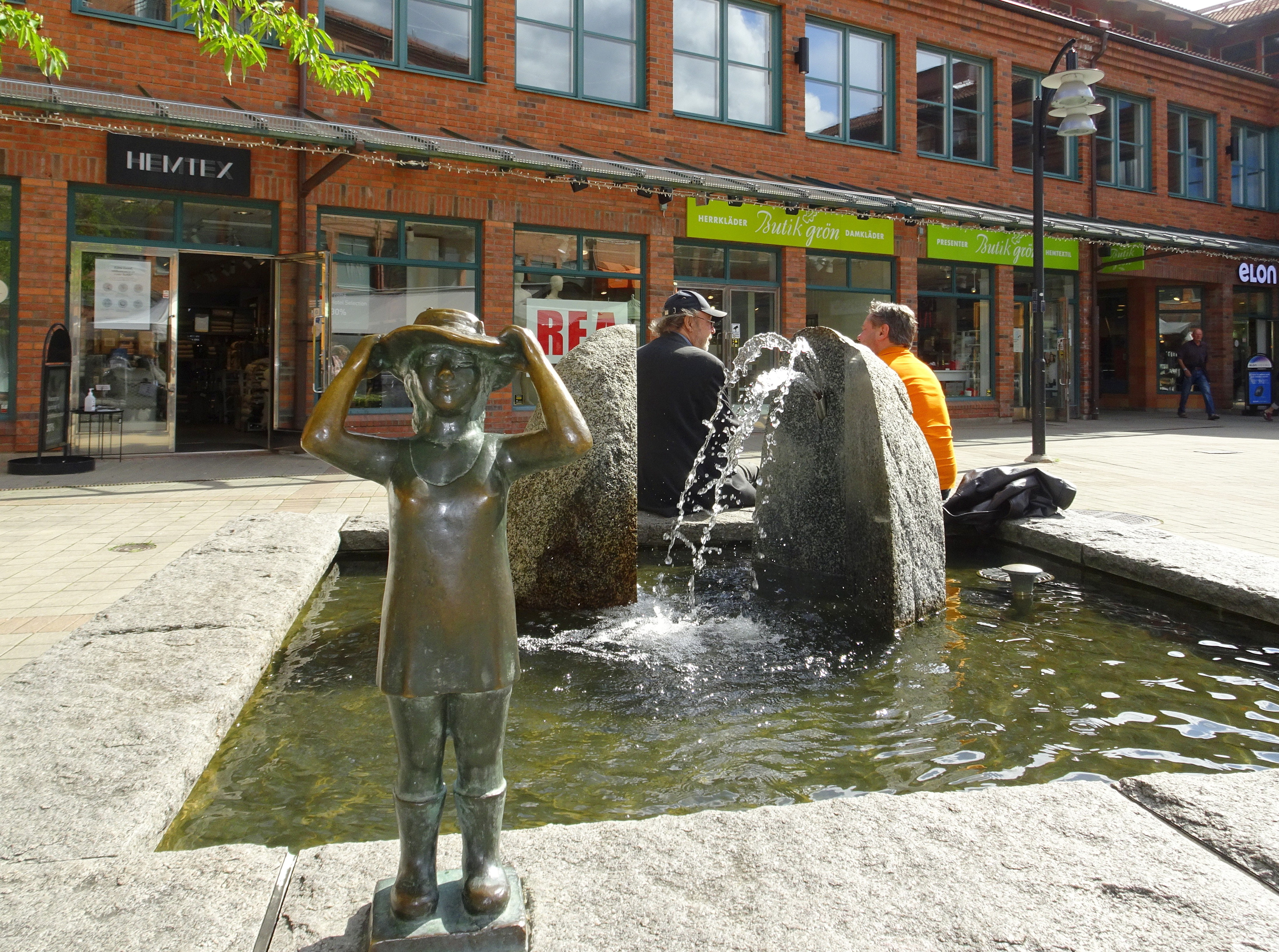
Lidingö centrum.
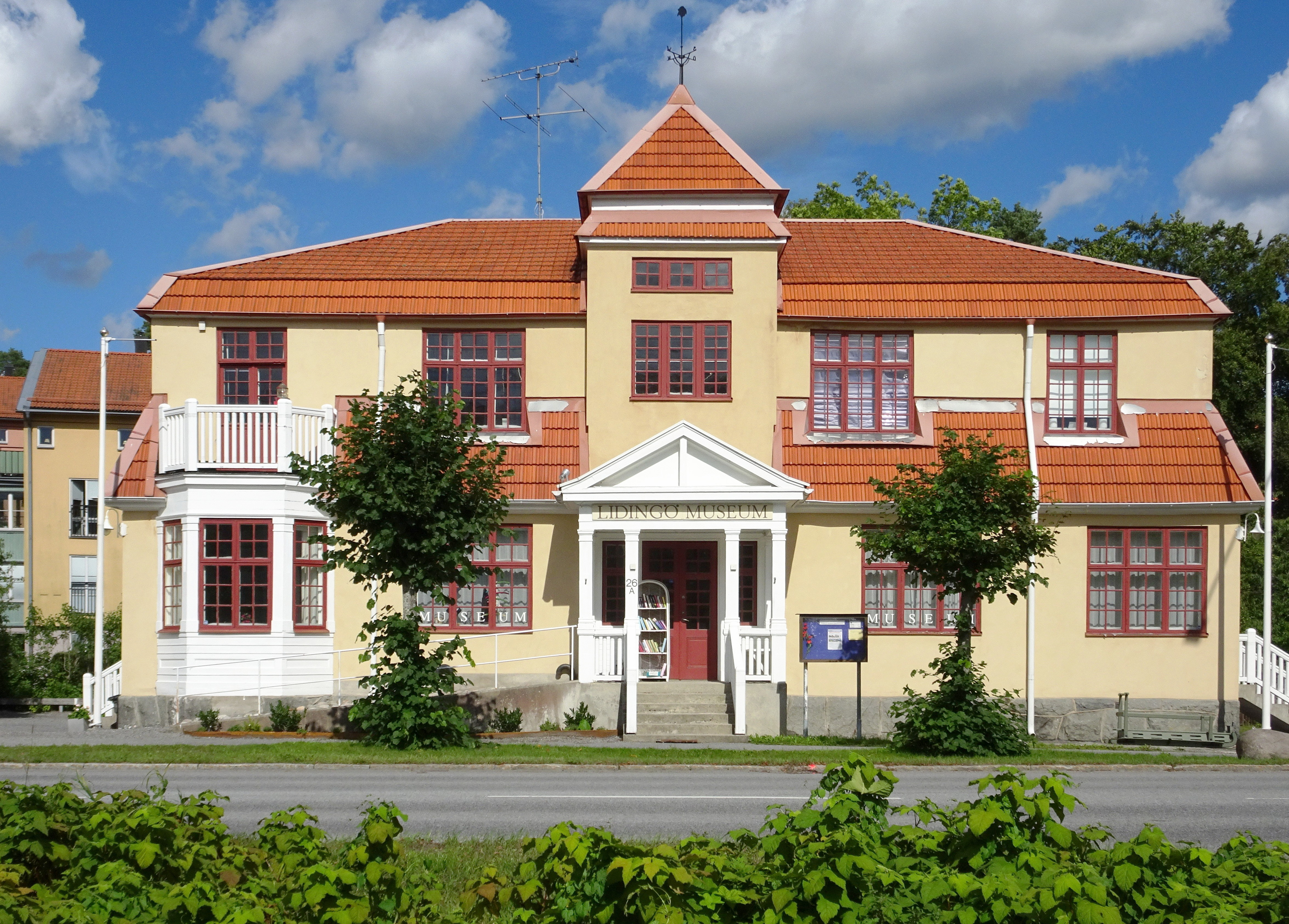
Lidingö museum.
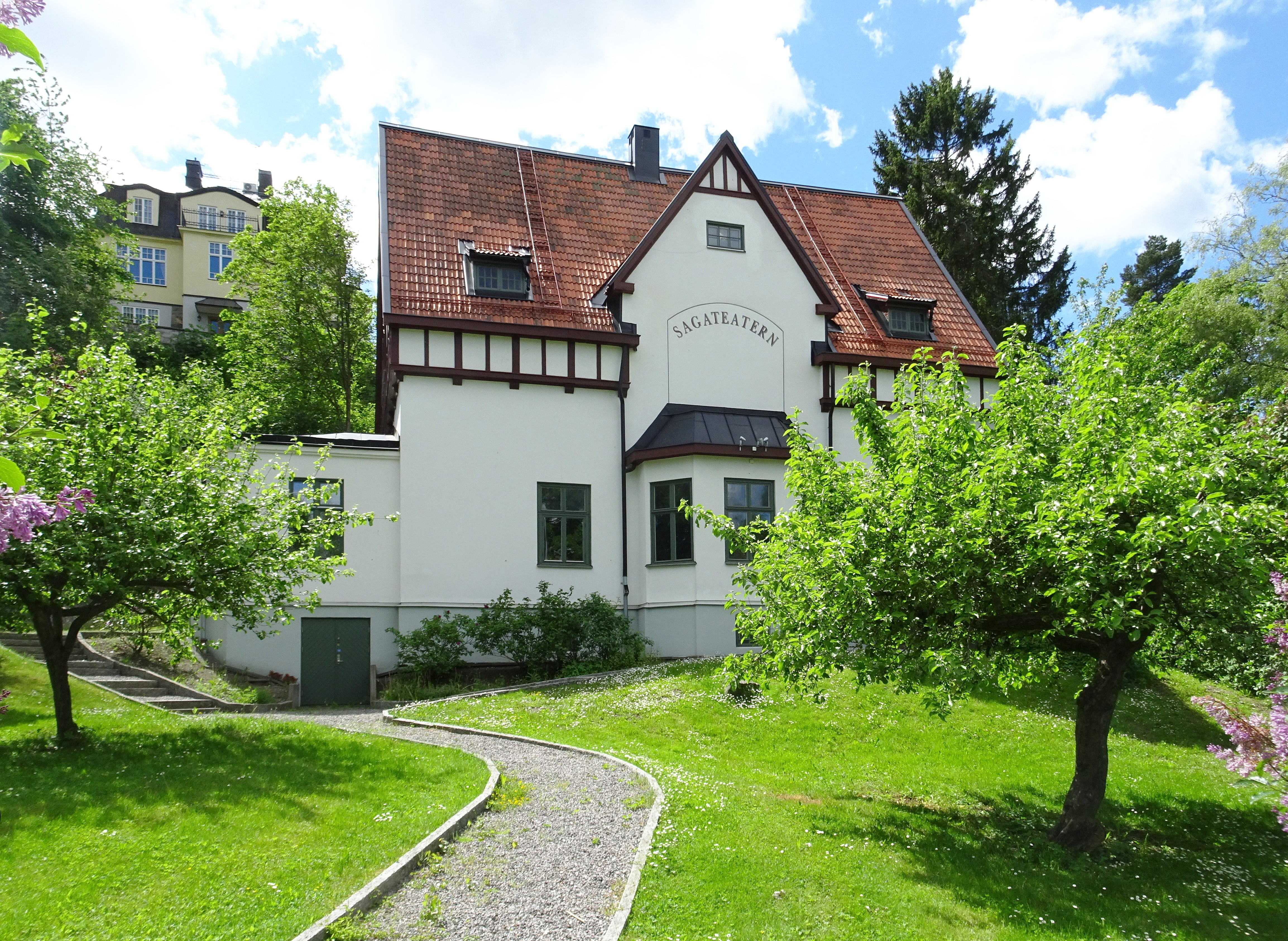
Sagateatern.

Privata villor
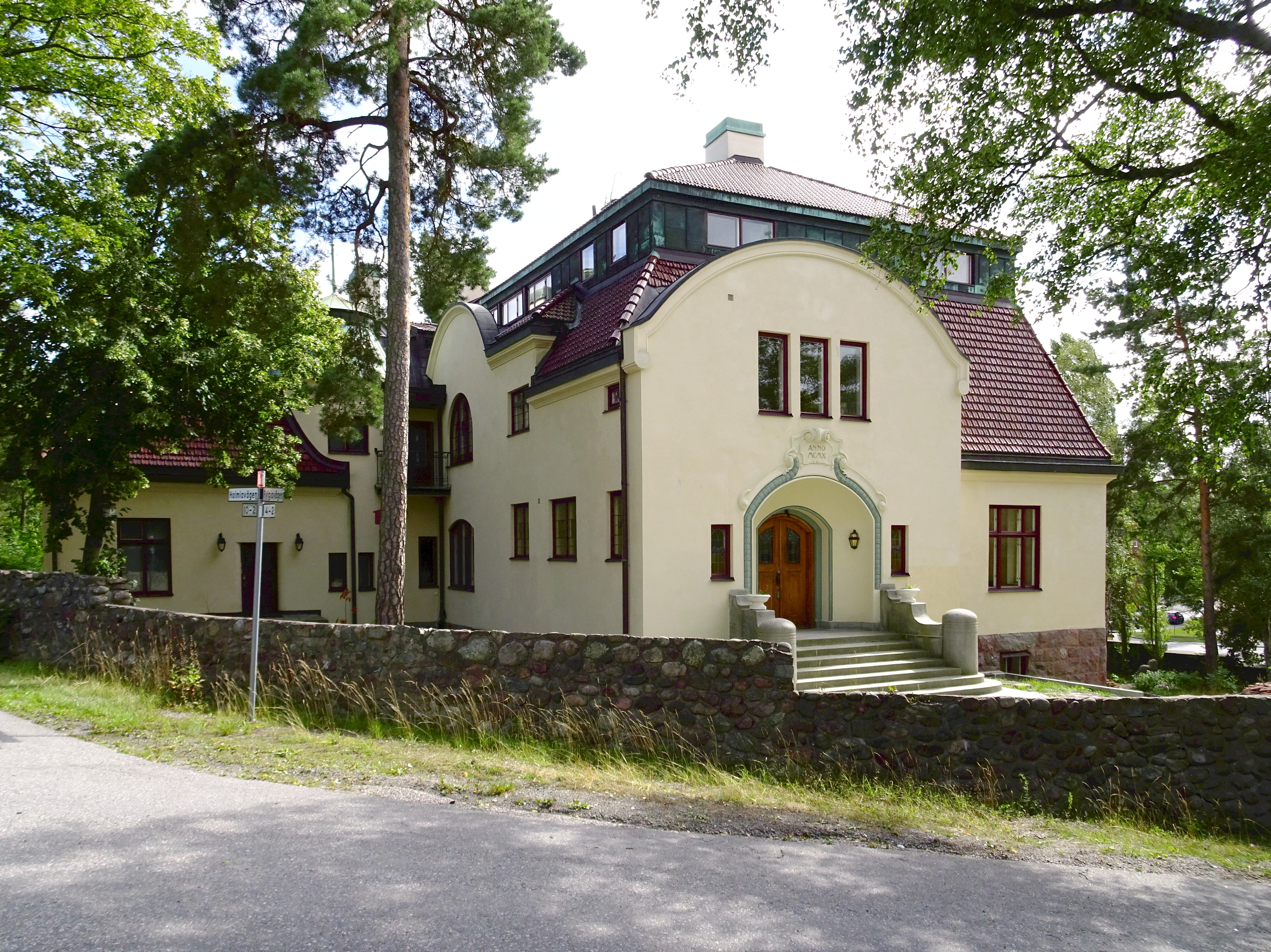
Villa Oldenburg Fylgiavägen 4.
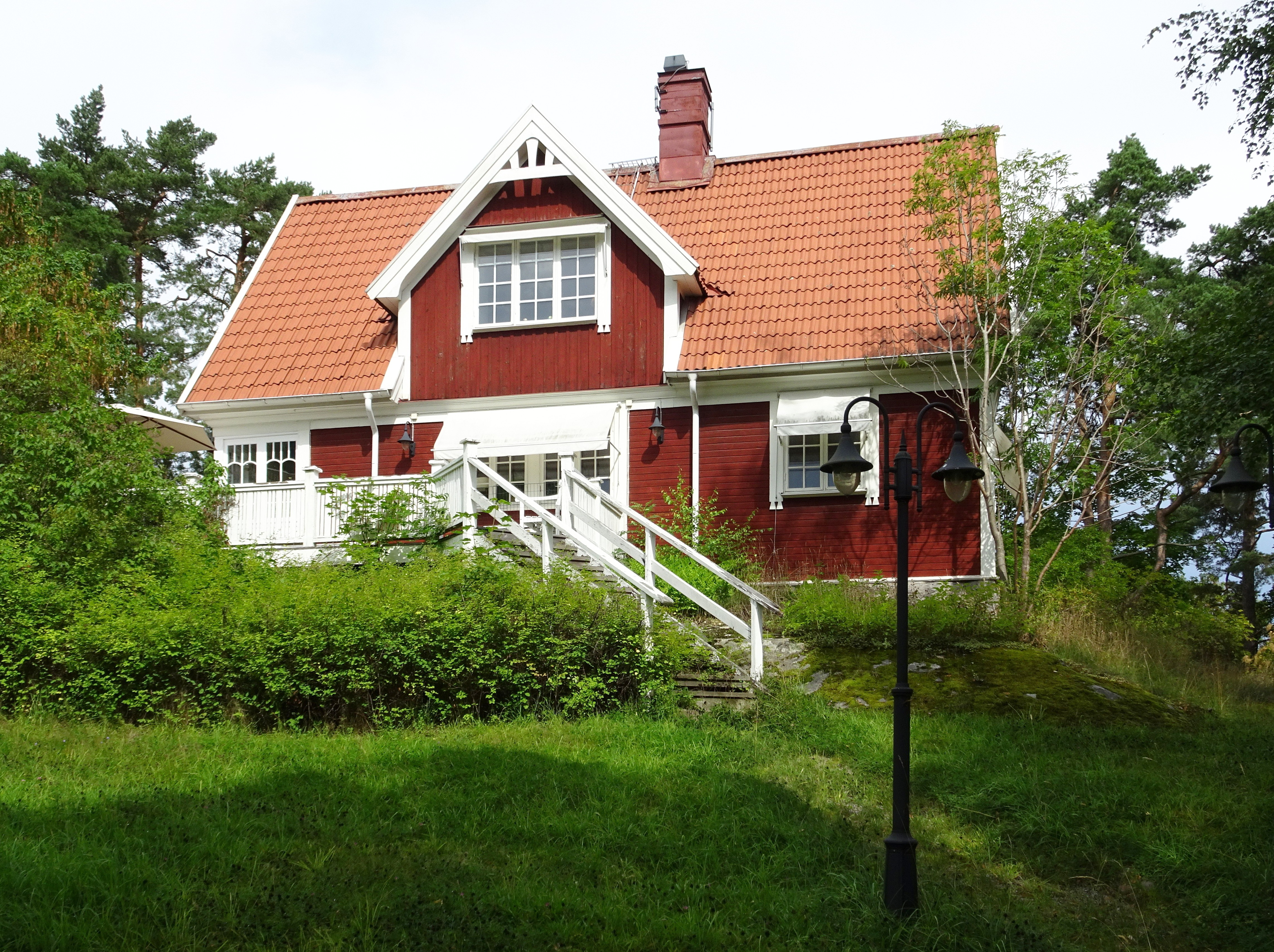
Skeppargården Stockholmsvägen 61.
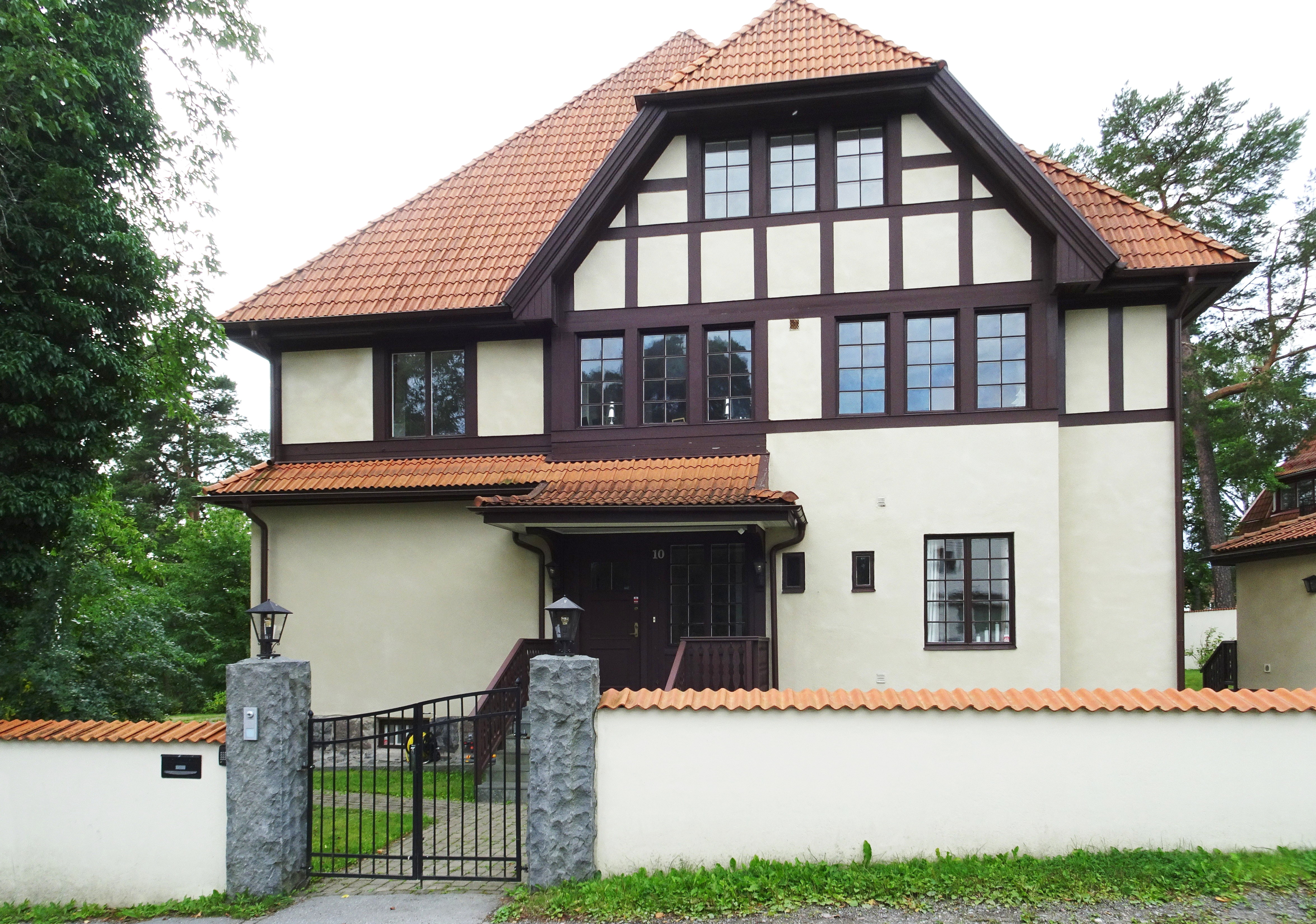
Villa Carlesson Holmiavägen 10.
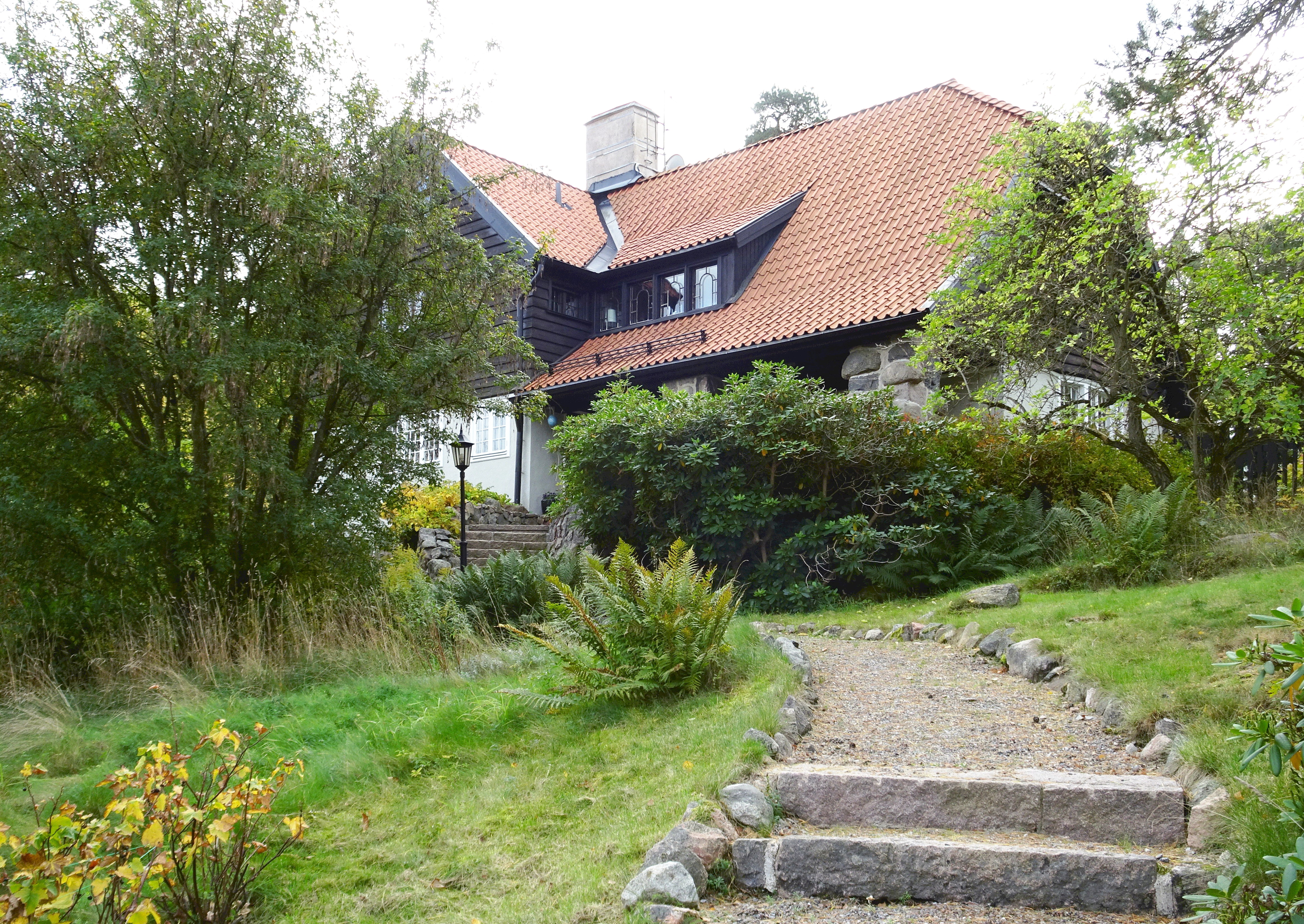
Villa Backen Bergsvägen 12.

Övriga byggnader
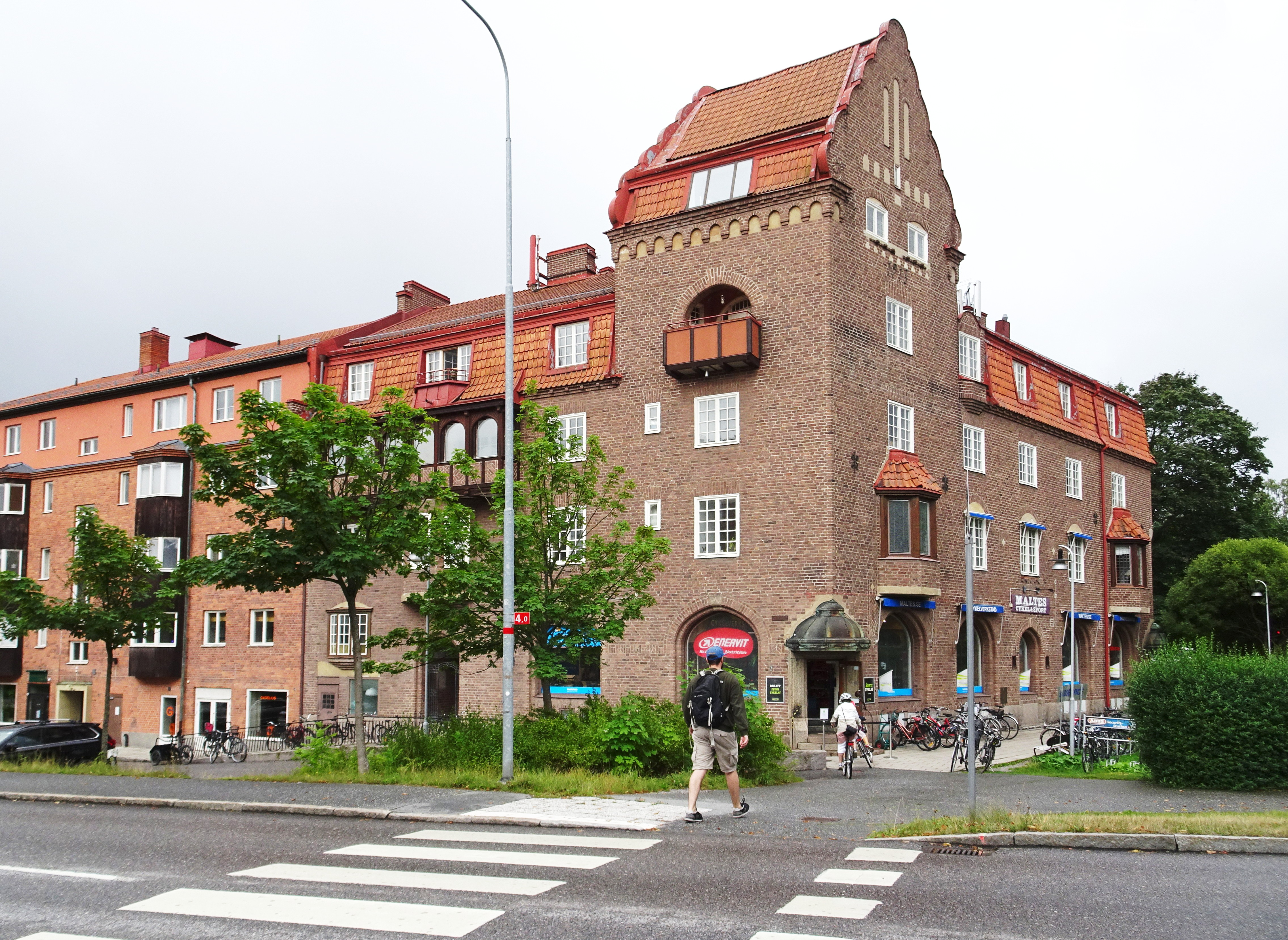
Centralpalatset.
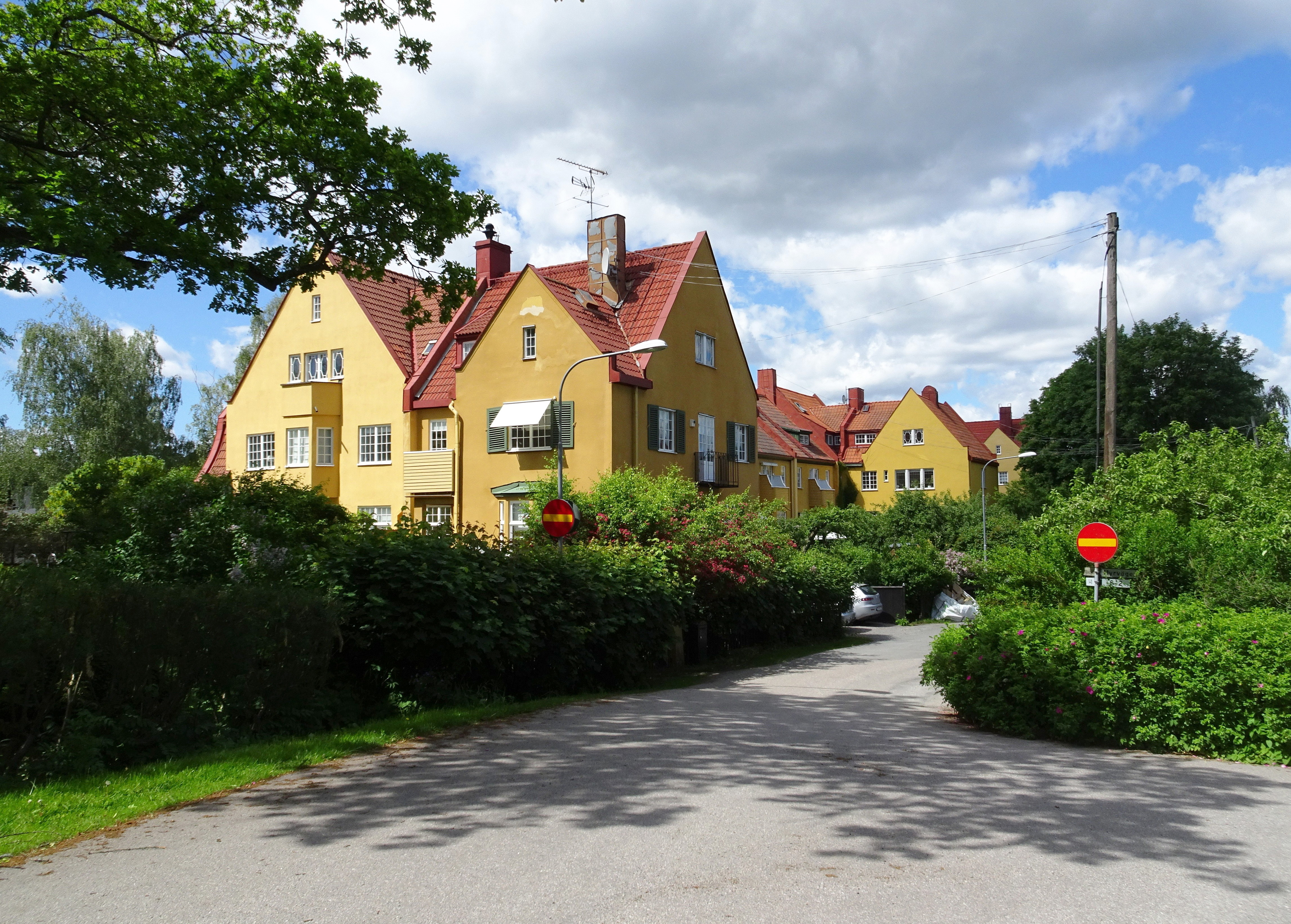
Radhusområdet i kvarteret Tegen större och mindre.
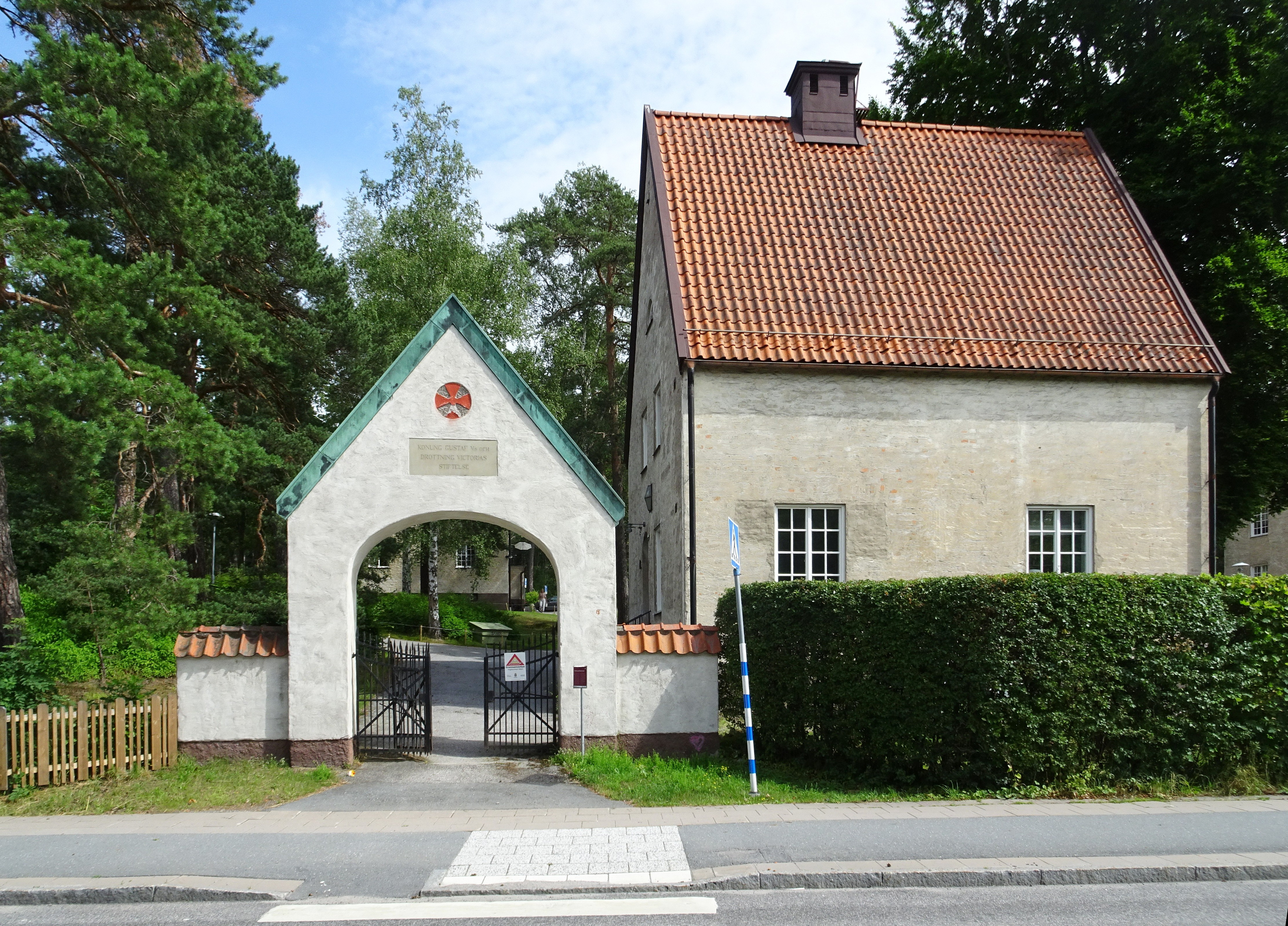
Frimurarhemmet.
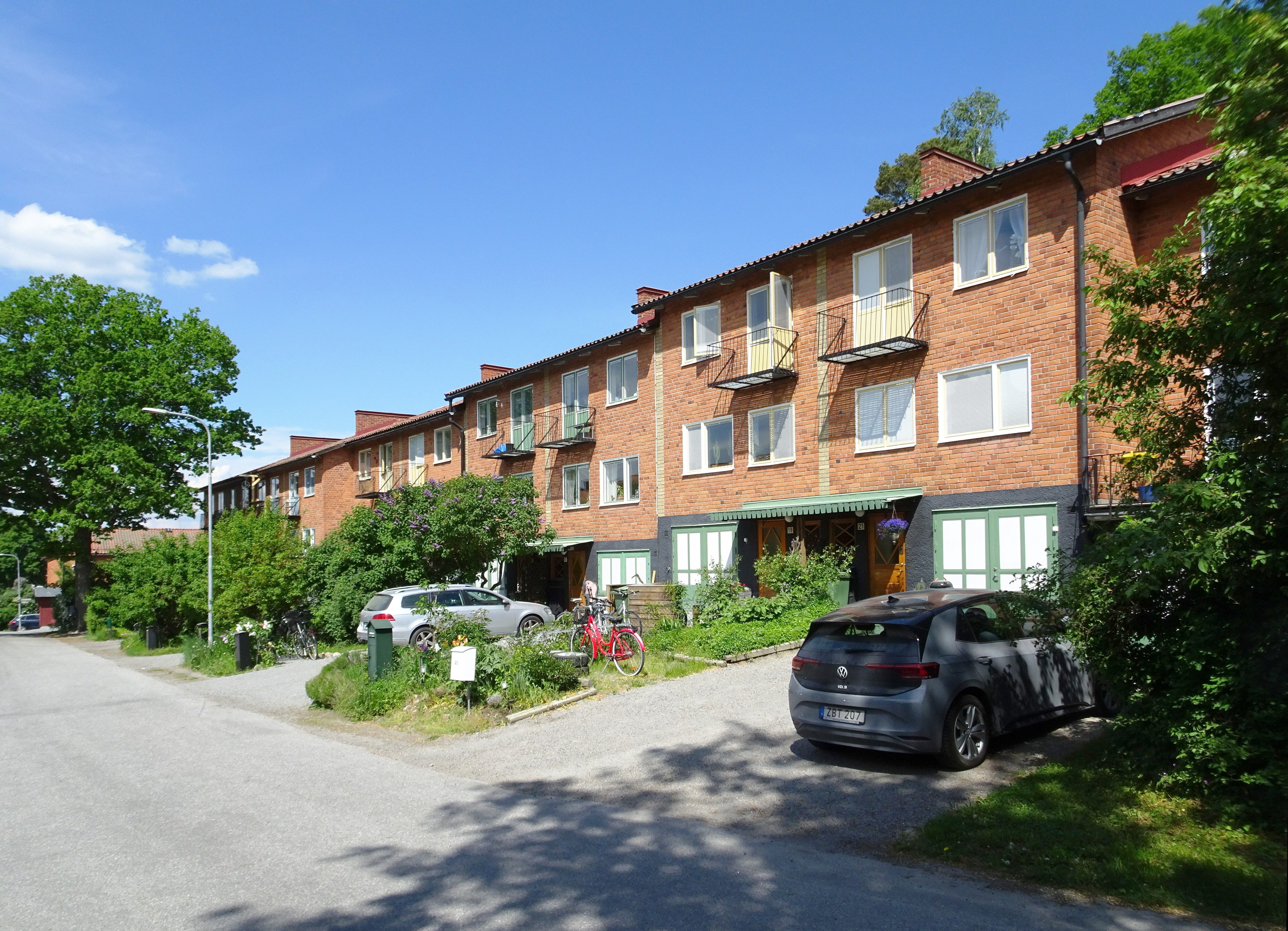
Radhusområdet Hersby Åker.